# Henri Boucoiran
Pour les articles homonymes, voir Boucoiran.
Ne doit pas être confondu avec Louis Boucoiran.
Henri Boucoiran, né le 20 septembre 1913 à Moussac et mort le 30 mars 1975 à Bourg-en-Bresse, est un haut fonctionnaire français et un résistant de la Seconde Guerre mondiale,. Il meurt en fonction en 1975 alors qu'il est préfet de l'Ain.

## Jeunes années
Il est licencié en droit de la faculté de droit de Montpellier.
Dès le début de la guerre, il est fait prisonnier : il est libéré en 1942. À sa libération, il est commissaire de police. Il profite de cette position pour résister au sein du réseau de résistance Nap (Noyautage des Administrations Publiques). Il est finalement arrêté par la Gestapo et déporté vers Buchenwald puis vers Flossenbürg.

## Carrière après la guerre
Il est successivement chef du service central de la police de l'air, des frontières et des chemins de fer (1958), contrôleur général (1959) puis directeur des renseignements généraux (1963). Il devient par la suite préfet de Lot-et-Garonne de 1968 à mai 1973 puis préfet de l'Ain de mai 1973 à sa mort.

## Décorations
- Chevalier de l'ordre du Mérite agricole[4]
- Médaille de la Résistance française
- Croix de guerre 1939–1945
- Officier de la Légion d'honneur (24 juin 1958)